# Tange
 For alternative betydninger, se Tange (flertydig). (Se også artikler, som begynder med Tange)
En tange eller landtange er et smalt stykke land, der forbinder større, adskilte landarealer. Tidligere har også ordet Ejd været brugt med samme betydning. På engelsk bruges udtrykket panhandle, der overlapper i betydning.
Nogle halvøer (f.eks. Agger Tange og Harboøre Tange) har navn af tange, men på grund af tilsanding vokset sammen med det nærliggende land.